# Panik in New York
Panik in New York (Originaltitel: The Beast From 20,000 Fathoms) ist ein US-amerikanischer Monsterfilm von Eugène Lourié aus dem Jahr 1953. Der Film basiert auf der Kurzgeschichte Das Nebelhorn von Ray Bradbury, die in der Sammlung Die goldenen Äpfel der Sonne erschien.

## Handlung
Der Wissenschaftler Tom Nesbitt glaubt nach einem Atomwaffentest, in der Arktis einen lebendigen Dinosaurier gesehen zu haben. Während niemand Nesbitt glaubt, ist tatsächlich ein riesiger Dinosaurier, der durch den Waffentest aufgetaut wurde, unterwegs nach New York City. Als der Saurier durch die Straßenschluchten von Manhattan trampelt und eine Spur der Verwüstung hinterlässt, ohne dass man ihn aufhalten kann, ist klar, dass Nesbitt keine Halluzinationen hatte. Fieberhaft wird versucht, das Monstrum aufzuhalten, doch die Waffen der Polizei und des Militärs bleiben wirkungslos.
Inzwischen ist Tom Nesbitt ebenfalls in New York und versucht herauszufinden, welches Wesen er da in der Arktis gesehen hat. Im Museum findet er ein Bild des Sauriers, der eigentlich schon vor 100 Millionen Jahren ausgestorben ist, ein Rhedosaurus, dessen einziges erhaltenes Skelett im Hudson-River gefunden wurde. Nesbitt ist überzeugt davon, dass die Bestie nur durch dieselben Mittel vernichtet werden kann, mit welchen sie auch aufgeweckt wurde. Er schafft es, die Militärs von seiner Idee zur Bekämpfung der Bestie zu überzeugen. Auf Coney Island kommt es schließlich zum finalen Showdown.

## Kritiken
„Tricktechnisch interessanter kleiner Horrorfilm.“

„[…]; mit eindrucksvoller Tricktechnik des Fachmannes Lourié.“

„Blühender Unsinn, aus Sensationellem und Tricktechnischem fast jugendtümlich (ab 14) angerührt.“

## Hintergrund
- Ray Harryhausen erhielt erstmals die Möglichkeit, die Spezialeffekte in alleiniger Verantwortung auszuführen. Er überzeugte die Produzenten, die Stop-Motion-Technik anzuwenden. Aufgrund des geringen Budgets setzte er für die Stop-Motion-Sequenzen ein eigens entwickeltes Verfahren ein. Mit der sogenannten Split-Screen-Technik konnte er nach den Dreharbeiten das in Kleinstarbeit bewegte Rhedosaurus-Modell mit dem Hintergrund und den im Vordergrund agierenden Schauspielern zusammenfügen.
- Der ursprüngliche Filmtitel lautete The Monster From Under the Sea. Die Handlung ähnelte The Fog Horn, einer Kurzgeschichte von Ray Bradbury, die 1951 erschien. Um rechtlichen Probleme aus dem Wege zu gehen, kauften die Produzenten Bradbury die Erzählung ab und änderten den Titel in den heute gebräuchlichen Namen. Beim Erscheinen der deutschen DVD wurde der Film in Dinosaurier in New York umgetauft.
- Der in den USA völlig unbekannte Schweizer Schauspieler Paul Hubschmid spielte unter dem Künstlernamen Paul Christian die Hauptrolle. Die Schauspielerin Vera Miles sah man zwar im Film-Trailer, ihre Filmszenen fielen jedoch der Schere zum Opfer. Trotz der eher unbekannten Darsteller spielte der Film die Kosten von 250.000 US-Dollar mit nicht weniger als 5 Millionen US-Dollar wieder ein. Der Film war Auftakt einer Reihe weiterer Monsterfilme in den USA und Japan.
- Ein Fathom ist eine Tiefenangabe mit einer Länge von etwa 1,8 Metern. Somit entsprechen 20.000 Fathoms einer Tiefe von etwa 36 Kilometern. Der Rhedosaurus war ein erfundener Dinosaurier. Es gab ihn in Wirklichkeit nicht. In ähnlicher Form tauchte er später in Als Dinosaurier die Erde beherrschten und Planet der Monster auf.
- Uraufführungen

- USA: 13. Juni 1953
- Deutschland: 6. November 1953
- Österreich: 16. Juli 1954

## Auszeichnungen
- 2004: Retro Hugo-Award-Nominierung, Best Dramatic Presentation

## Trivia
- Der Regisseur Lourié drehte 1959 in Großbritannien ein Remake unter dem Titel Das Ungeheuer von Loch Ness, das jedoch tricktechnisch stark gegenüber dem Original abfiel.